# 一支国
一支国（いきこく、いきのくに、一支國）とは、中国の史書に記述される倭国中の島国である。『魏志倭人伝』では「一大國」とされるが、他の史書（魏略逸文、梁書や隋書・北史など）では「一支國」とされ、対馬国から末廬国の道程に存在することから、『魏志倭人伝』の「一大國」は誤記ではないかとされている。一方、令制の壱岐国に壱岐郡・石田郡の両郡あるうちの石田の音訳が「一大」であるとするなど、誤記ではないと見る説もある。
1993年、長崎県教育委員会は壱岐島の原の辻遺跡が一支国の跡であると発表し、話題となった。

## 概要

### 記述
邪馬壹國（邪馬臺國）が支配下に置いていたとされる島国で、『魏志倭人伝』では「一大國」、『魏略』、『梁書』、『隋書』では「一支國」と表記される。対海國（対馬國）から南に一千里（当時の度量衡で400Km）の所、ということになるが、仮に対海國（『魏略』では対馬國と記載）を現在の対馬とすれば、これは鹿児島県の南方海上になるため、実際にどこであるかには論争がある。これについて当時の中国では「一里=400〜500m」という「長里」が使われて来たが、韓地や倭地については、魏（・西晋）朝で「一里=75mないし90mで、75mに近い」長さの「短里」が使用されていたという説があり、これに従えばおおよそ現在の壱岐島の位置にあたると主張されている。なお日本の近代では一里=4Kmであり、中国の距離とは異なる。

### 魏志倭人伝
- また南に瀚海（かんかい）と呼ばれる一つの海を渡り、千余里を行くと一大國に至る。また長官を卑狗（ひこ）といい、副官を卑奴母離（ひなもり）という。広さは約三百里四方ばかり。竹や木のしげみが多い。三千ばかりの家がある。田畑が少しあり、農耕だけでは食料には足らず、また、南や北に海を渡って穀物を買い入れている。

### 魏略逸文
『翰苑』巻30にある魏略の逸文に次のとおり記述される。
- 南に海を渡り一支國に至る。官を置くこと対に同じ（其の大官を卑狗と曰い、副を卑奴と曰う）。地の方三百里。

### 梁書
『梁書』 巻54 列傳第48 諸夷傳 東夷条 倭に次のとおり記述される。

### 隋書
『隋書』巻81 列傳第46 東夷 俀國で隋使の裴清らが訪れた国である。

### 北史
『北史』巻94 列伝第82（北史倭国伝）において、次のように記述されている。

## 関連
- 島国一覧
- 壱岐国